# Збірна Ісландії з футболу
Збірна Ісландії з футболу — національна збірна команда Ісландії, що представляє країну на міжнародних змаганнях з футболу і якою керує Футбольна асоціація Ісландії. Станом на 28 листопада 2024 посідає 70-e місце у рейтингу футбольних збірних світу.
Збірна зіграла першу зустріч у своїй історії в 1930 році проти Фарерських островів, вигравши 1:0. Після приєднання федерації до ФІФА в 1947 році, а потім до УЄФА в 1954 році, команда вперше взяла участь у відбіркових змаганнях до чемпіонату світу 1958 року, програвши усі 4 гри кваліфікації. Збірна пройшла кваліфікацію до свого першого міжнародного змагання під час відбору на Євро-2016, а на самому дебютному турнірі сенсаційно дійшли до чвертьфіналу, завдяки чому завершили рік на 21-му місці в рейтингу ФІФА, найвищому у своїй історії. За два роки збірна здобула свою першу кваліфікацію на чемпіонат світу в 2018 році та стала першою країною з населенням менше мільйона жителів, яка зіграла на «мундіалі».

## Історія

### Ранні роки
Футбол зародився в Ісландії в 1910-х роках, коли острів ще перебував під контролем Данії. У 1912 році було створено чемпіонат Ісландії. Втім збірна Ісландії тривалий час не збиралась і лише в 1930 році провела свій перший матч, зігравши з Фарерськими островами, іншою територією Королівства Данія, вигравши 1:0. Втім цей матч мав статус неофіційного, оскільки обидві збірні на той час ще не були членами ФІФА.

Альберт Гудмундссон — перший професіональний гравець у збірній Ісландії.

Ісландія проголосила свою повну незалежність від Данії 17 червня 1944 року, і вже незабаром після цього збірна провела перший матч, офіційно визнаний ФІФА, який відбувся в Рейк'явіку 17 липня 1946 року, програвши колишній метрополії Данії з рахунком 0:3.
26 березня 1947 року було засновано Футбольну федерацію Ісландії, яка приєдналася до ФІФА. Також у 1947 році Альберт Гудмундссон став першим ісландським гравцем, який грав у футбол на професіональному рівні після підписання контракту з французтким «Нансі». 24 липня він став автором першого голу в історії своєї збірної, коли відзначився дублем у матчі проти Норвегії (2:4). В цьому ж матчі дебютував вісімнадцятирічний Ріхардур Йонссон, який став одним із лідерів ісландців на наступні роки. Саме він 2 липня 1948 року приніс першу перемогу Ісландії завдяки дублю проти Фінляндії.
29 червня 1951 року у своєму п'ятому офіційному матчі Ісландія зіграла проти Швеції. На той час у шведів були сильні гравці, які виграли футбольний турнір на Олімпійських іграх у Лондоні в 1948 році та посіли 3 місце на чемпіонаті світу 1950 року. Незважаючи на те, що шведи відправили до Ісландії неосновний склад, частина з них якими були дебютантами, саме вони були фаворитами, але ісландці несподівано виграли цей матч з рахунком 4:3. Надалі знадобилося майже п'ятдесят років, коли в матчі чемпіонату Північної Європи у 2000 році Ісландія вдруге змогла здобути перемогу над Швецією.
У тому ж 1951 році чемпіоном Ісландії вперше в історії став клуб з іншого міста, крім Рейк'явіка, «Акранес». Молодий клуб поклав край гегемонії столиці та створив обличчя збірної на наступне десятиліття, оскільки саме «Акранес» став забезпечувати збірну великим контингентом гравців. Так, під час матчу проти Норвегії в 1954 році із «Акранеса» зіграло у збірній Ісландії зіграло сім гравців, допомігши команді виграти 1:0. Під час цього ж матчу капітан Карл Гудмундссон, який єдиним зіграв у всіх 10 офіційних іграх Ісландії, завершив кар'єру у збірній і став її головним тренером.
Загалом перші роки Ісландія зіграла мало матчів, матчі проходили виключно на товариській основі і в основному проти скандинавських країн — Норвегії, Швеції, Фінляндії та Данії. У серпні 1955 року збірна США стала першим суперником за межами Скандинавії в офіційному міжнародному матчі для Ісландії. Знову сім гравців «Акранеса» допомогли ісландській команді перемогти під час першого протистояння проти неєвропейської країни з рахунком 3:2. Рік потому їх було навіть дев'ять під час матчу з аматорською збірною Англії, але цього разу ісландці поступились 2:3. Це був лише 15 матч збірної за 10 років.

### Початок виступів у кваліфікаціях (1950-ті—1970-ті)
У 1954 році Ісландія подала заявку на участь у кваліфікації до чемпіонату світу 1954 року, але заявку було відхилено. Лише за чотири роки вони отримали шанс зіграти у кваліфікації до чемпіонату світу 1958 року.
2 червня 1957 року на ісландці в гостях зазнали розгромної поразки 0:8 від збірної Франції у своєму першому матчі відбору. Провальний старт продовжився через три дні новою поразкою від третього учасника групи, Бельгії. На стадіоні «Ейзель» «червоні дияволи» також забили вісім голів, але цього разу ісландці змогли тричі відповісти. Матчі-відповіді відбулися в Рейк'явіку через три місяці, на новому національному стадіоні «Лаугардалсволлур», який було побудовано спеціально для потреб збірної. Арену було урочисто відкрито 8 липня 1957 року під час програного матчу проти Норвегії (0:3). Так само на новій арені острів'янам не вдалося нічого протиставити і суперникам по відбору: 1:5 проти Франції та 2:5 проти Бельгії. В результаті Ісландія посіла останнє місце у своїй групі без жодного очка, пропустивши 26 голів.
У 1959 році збірна грала у відбірковому турнірі до Олімпійських ігор у Римі, де Ісландія потрапила до групи зі збірними Данії та Норвегії. Ісландія не змогла перешкодити Данії виграти перший матч з рахунком 4:2. У другому матчі Ісландія виграла з рахунком 1:0 проти Норвегії перед 11 000 глядачів на «Лаугардалсволлурі» завдяки пізньому голу Ріхардура Йонссона. Це була перша перемога Ісландії за чотири роки і загалом перша в рамках турнірів. Надалі підопічні Карла Гудмундссона завершили турнір нічиєю проти Данії, а потім поразкою від Норвегії і завершили відбір на другому місці та не вийшли на турнір.

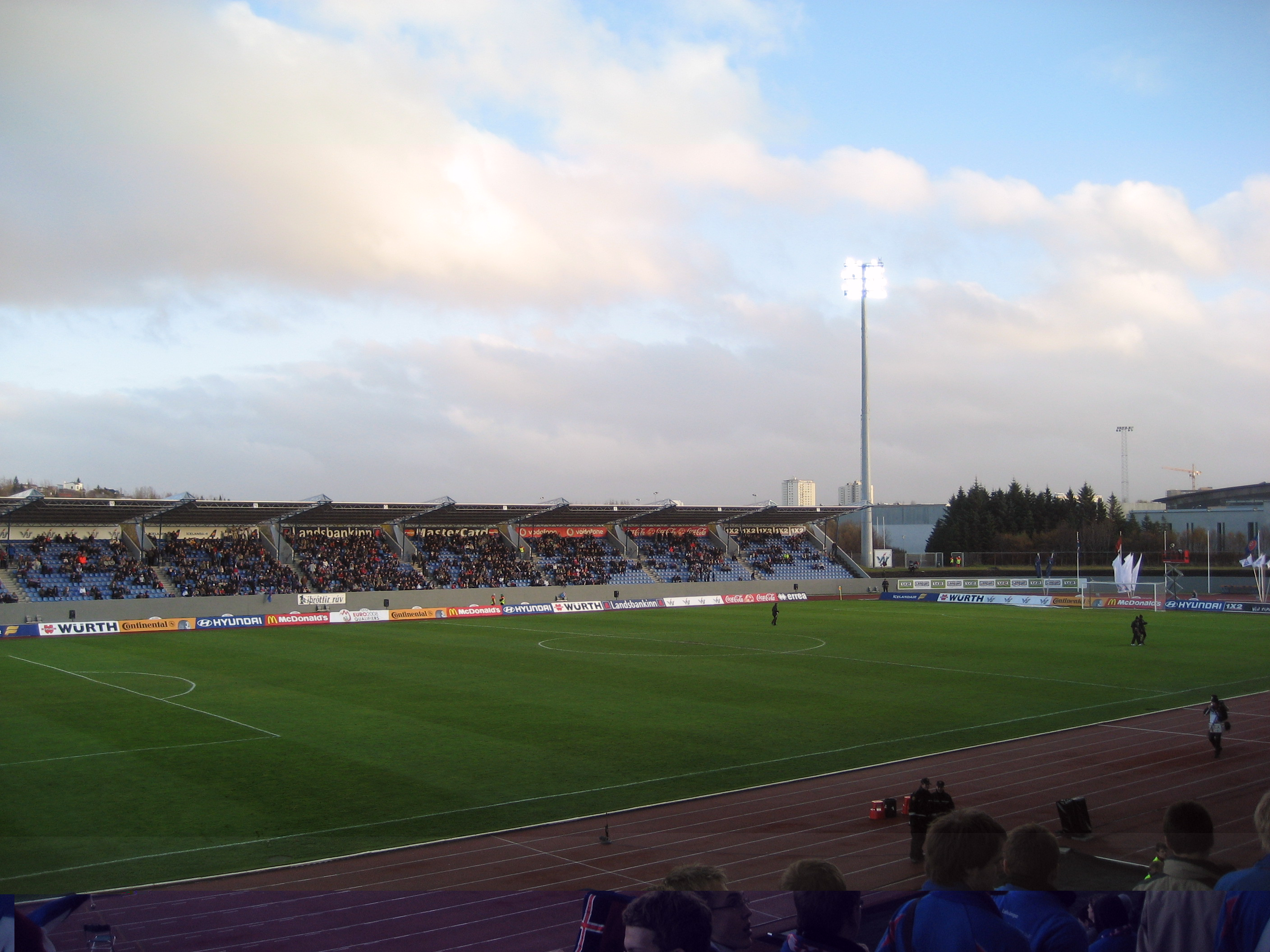
Стадіон «Лаугардалсволлурі», збудований спеціально для матчів збірної.

Надалі Ісландія не брала участь у кваліфікації на перший чемпіонат Європи 1960 року, а також у відборі на наступний чемпіонат світу 1962 року, тому протягом 1960—1961 років грала лише товариські ігри. У 1962 році ісландці взяли участь у відборі до Євро-1964. Відбір проходив за системою на виліт і Ісландії випала Ірландія, всі гравці якої грали у чемпіонаті Англії. У першому матчі ісландці програли з рахунком 2:4 у Дубліні. Тодішній президент федерації Бйоргвін Схрам заявив по радіо після матчу, що його співвітчизники «билися як герої», але ісландці все ж поступились 2:4. Матч-відповідь відбувся через кілька тижнів і підтвердив чудову гру команди Карла Гудмундссона, яка здобула нічию 1:1 у Рейк'явіку. Незважаючи на цю чудову гру, Ісландія не змогла пройти далі і наступний рік матчі не проводила.
Наступного року команда зіграла лише два матчі у відбірковому турнірі до Олімпійських ігор у Токіо. У вересні 1963 року проти збірної Великої Британії Ісландія на домашньому полі розгромно поступилась з рахунком 0:6 у першому матчі, а потім 0:4 у матчі-відповіді. Однак ця остання зустріч набула особливого значення, оскільки серед гравців, які почали той матч, було три брати Феліксони — Хордур, Б'ярні та Гуннар. Це єдиний зафіксований випадок, коли три брати зіграли разом за ісландську збірну. У наступні роки ісландська збірна знову перестала брати участь у офіційних змаганнях і лиш зрідка збиралась для проведення товариських матчів, серед яких виділяється екзотичний матч 10 серпня 1964 року з Бермудськими островами (4:3), який для бермудців був історичним першим матчем в історії.
У середині 1960-х років найстарші гравці поступово покидали збірну. Так Свенн Тейтссон зіграв останній 23-ій матч у 1964 році проти Фінляндії (0:2), а у серпні 1965 року, після нульової нічиєї проти Ірландії, Хельгі Даніельссон і Ріхардур Йонссон також завершили свою міжнародну кар'єру, залишивши свій відбиток у команда, оскільки були дому гравцями з найбільшою кількістю проведених ігор за збірну на той момент (25 та 33 матчі відповідно). Крім того, Ріхардур був найкращим бомбардиром своєї команди з 17 голами, рекорд, який побив лише Ейдур Гудьйонсен у 2007 році. А Арні Ньялссон, який успадкував капітанську пов'язку, теж завершив кар'єру в 1967 році, зігравши загалом 21 гру. В останніх двох матчах він протистояв Іспанії у відбірковому двобої на Олімпійські ігри в Мексиці, але остров'яни знову не змогли пробитись на турнір, оскільки зазнали поразки за сумою двох матчів (1:1, 3:5).
Тепер без усіх своїх досвідчених гравців, а також тренера Карла Гудмундссона, заміненого Рейніром Карлссоном, Ісландія зазнала найбільшої поразки у своїй історії. 23 серпня 1967 року у Копенгагені данці відсвяткували 300-й матч своєї збірної, розгромивши збірну Ісландії з рахунком 14:2. У 1969 році, після двадцяти одного року існування, збірна Ісландії нарешті зіграла свій п'ятдесятий матч, знову зустрівшись проти Бермудських островів, і вигравши на цей раз з рахунком 2:1.
1971 року Ісландія після перерви знову взяла участь у передолімпійського турніру, де зустрілась із олімпійською збірною Франції, яка складалась з гравців клубів місцевого чемпіонату. Маючи лише дві перемоги з 1965 року (Бермудські острови та Норвегія) і попри різке збільшення кількості зіграних матчів на рік, Ісландія показала хорошу гру. Перший матч у Рейк'явіку був досить нудним, завершившись нульовою нічиєю, а матч-відповідь проходив на майже порожньому стадіоні імені Жана-Буена, і Франція перемогла з рахунком 1:0.
Через два місяці острів'яни вперше зустрілися з азійською командою, а саме з Японією. Японці виграли з рахунком 2:0 завдяки дублю Рюїті Сугіями, що засмутило ісландську пресу. Газета Timinn навіть написала про «чисту катастрофу» під час опису гри. Після цього матчу тренер Ріхардур Йонссон покинув збірну.

### Початок стабільних виступів у кваліфікаціях (1972—2000)

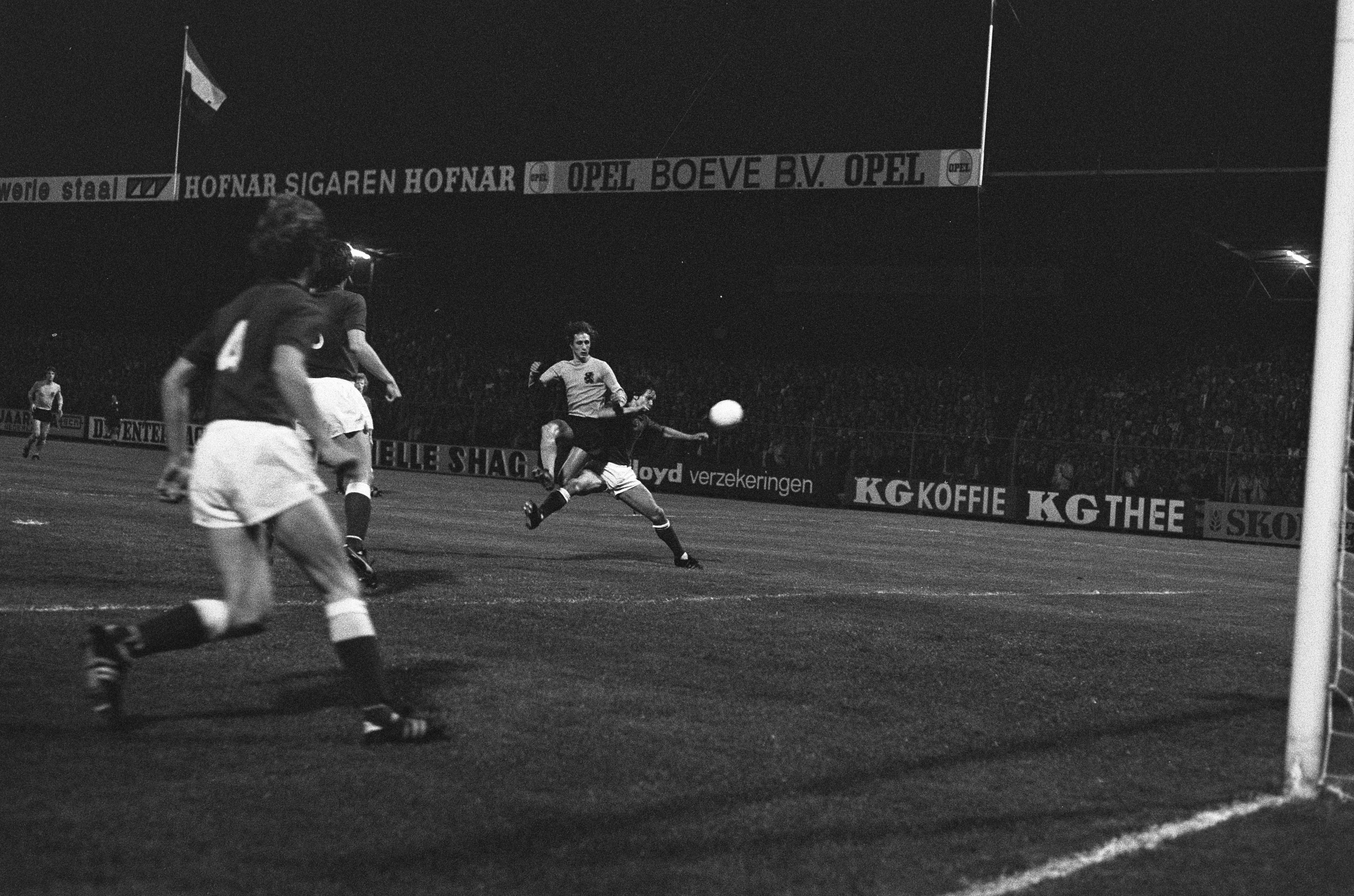
Збірна Ісландії під час матчу відбору до ЧС-1974 проти Нідерландів. 29 серпня 1973 року.

З 1972 року Ісландія стала стабільно брати участь у відбіркових турнірах до чемпіонатів Європи і світу, але програла всі 6 матчів відбору до чемпіонату світу 1974 року. Ісландія також фінішувала на останньому місці у кваліфікації до чемпіонату Європи 1976 року, але зіграла внічию і перемогла міцну збірну НДР, а також набрали одне очко проти зіркової Франції (0:0) з Анрі Мішелем та Жоржем Берета. У відборі на чемпіонат світу 1978 року команда знову стала останньою і здобула лише одну перемогу над Північною Ірландією (1:0).
У кваліфікації до чемпіонату Європи 1980 року ісландці вперше за тривалий час не набрали жодного очка в групі, програвши усі ігор. Втім надалі у 1980-х роках Ісландія почала покращувати свої результати, оскільки багато гравців відправились грати за кордон, з яких плеймейкер Асгейр Сігурвінссон, який грав у Західній Німеччині за  «Баварію», а потім «Штутгарт», був найвідомішим. У відбірковому турнірі до чемпіонату світу 1982 року Ісландія вперше не посіла останнього місця у відбірковій групі, двічі обігравши Туреччину, завдяки чому обійшла її у таблиці. У цьому ж циклі вона також зіграла внічию проти Чехословаччини та Уельсу. Хоча Ісландія не проходила кваліфікації до фінального турніру, тепер вона постійно набирала очки у кожному відборі — у відборі на чемпіонат Європи 1984 року команда зіграла внічию з Нідерландами (1:1) та перемогла Мальту (1:0), обійшовши її у підсумковій таблиці, а у кваліфікації на чемпіонат світу 1986 року Ісландія перемогла Уельс (1:0), хоча цього і не вистачило аби покинути останню сходинку групи. У кваліфікації до чемпіонату Європи 1988 року ісландці зіграли на одному рівні з Францією, двічі вигравши у Норвегії та двічі зігравши внічию проти Франції та Радянського Союзу.

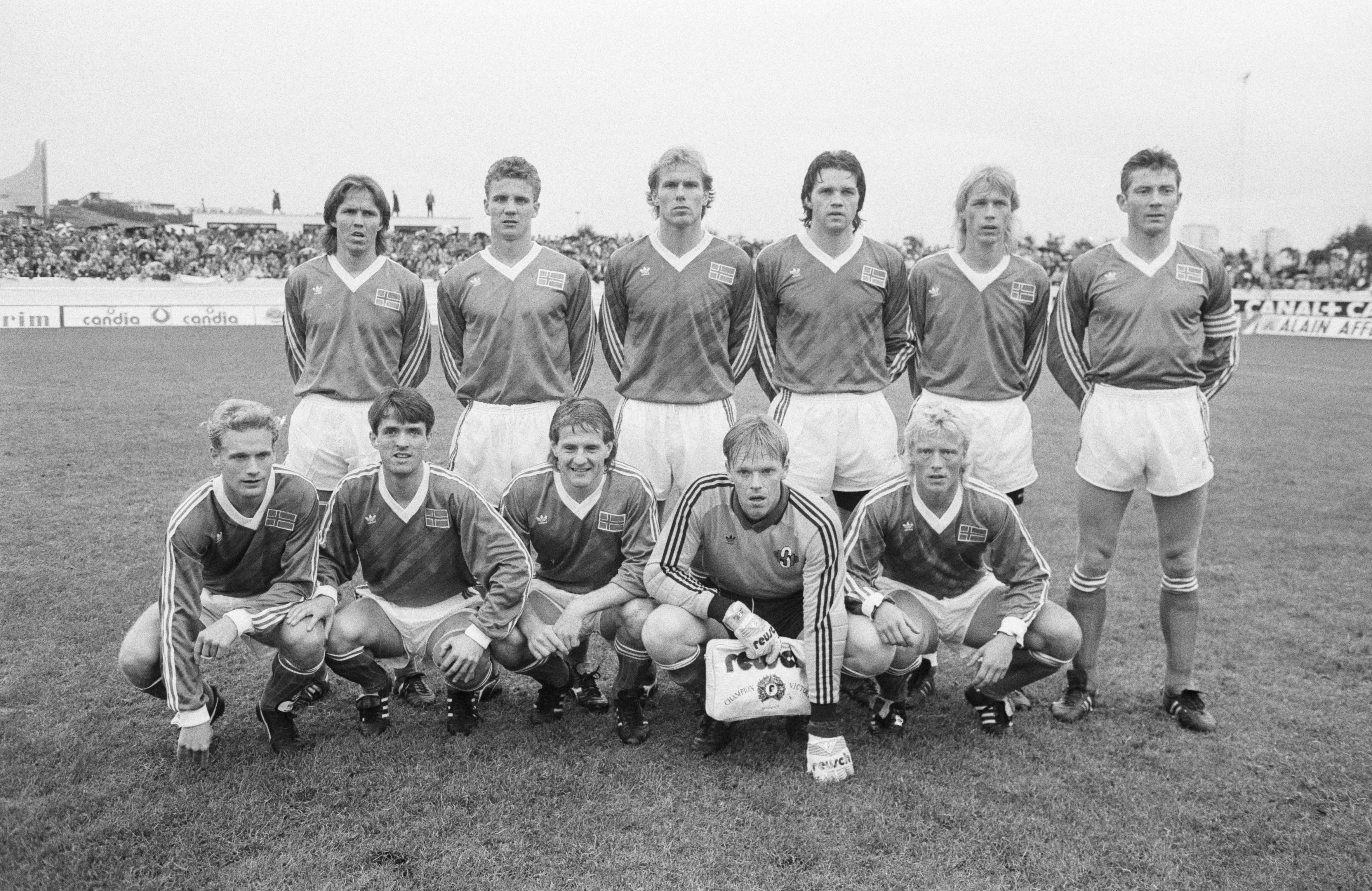
Збірна Ісландії у 1990 році.

Результати відбіркових турнірів залишалися незмінними протягом решти двадцятого століття, і Ісландія не наближалася до фінального турніру, однак регулярно видаючи сенсації і несподівані результати проти сильних суперників. Так у вересні 1991 року Іспанія зазнала поразки від ісландців з рахунком 2:0 у кваліфікації до чемпіонату Європи 1992 року, а збірна Угорщини двічі програла Ісландії у відборі до чемпіонату світу 1994 року. За результатами тої кваліфікації ісландці посіли третє місце у групі, що на той момент було найкращим результатом всіх часів для команди. Втім результати наступних відбіркових турнірів у 1990-х роках були невтішними: у віборі на чемпіонат Європи 1996 року вони фінішували на останньому місці, а у кваліфікації на чемпіонат світу 1998 року вони виграли лише у Ліхтенштейну.
Товариський матч зі збірною Естонії, який відбувся в Таллінні 24 квітня 1996 року, увійшов в футбольні аннали завдяки цікавому факту: в другому таймі гравець Ейдур Ґудьйонсен вийшов на заміну своєму батькові Арнору. Це був перший офіційний міжнародний матч, в якому одночасно брали участь батько й син.
У відборі на Євро-2000 Ісландія вперше мала реальні шанси на потрапляння на турнір, оскільки після восьми матчів проти сильних суперників вони мали стільки ж очок, скільки Росія та чинний чемпіон світу Франція, і відставали від України на одне очко. Серед значних результатів того відбору були 1:1 проти Франції, перемога 1:0 над Росією та нічия 1:1 у Києві з українцями. Втім у двох останніх іграх справи пішли невдало — Ісландія програла вдома Україні з рахунком 0:1 і Франції з рахунком 2:3, завершивши той відбір на 4 місці.

### Початок 21 століття (2000—2014)
Схожий сценарій мав місце у відборі на чемпіонат світу 2002 року, де у сьомому турі Ісландія перемогла з рахунком 3:1 Чехію і знову мала шанс на друге місце. Але і цього разу у двох останніх турах ісландці зазнали двох поразок від Північної Ірландії (3:0) і Данії (6:0) і фінішували на четвертому місці.
Значною віхою в ісландському футболі була перемога 2:0 в товариському матчі проти Італії 18 серпня 2004 року; цей матч відвідали 20 034 вболівальника — рекордна кількість для Ісландії, населення якої становить лише 290 000 осіб.

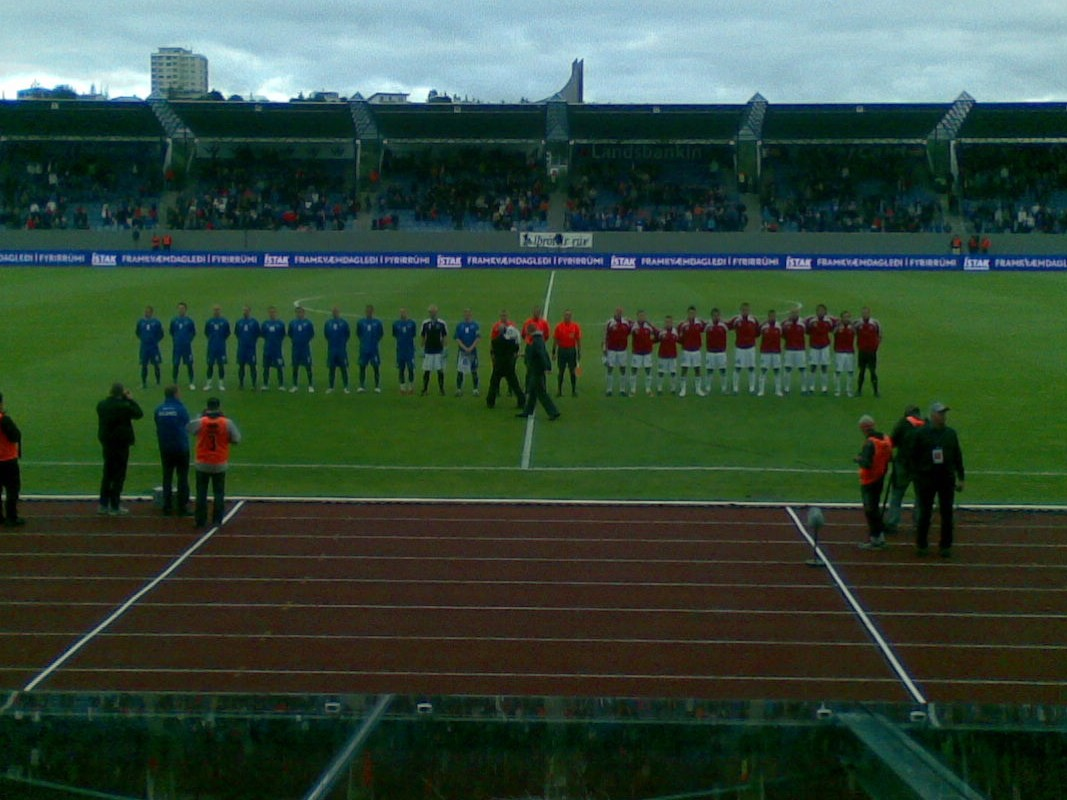
Товариський матч Ісландія — Словаччина у Рейк'явіку. 2009 рік.

Надалі під керівництвом нового тренера Асгейра Сігурвінссона (2003—2005) Ісландія була близька до кваліфікації на чемпіонат Європи 2004 року, коли збірна деякий час навіть посідала перше місце в своїй відбірній групі, коли перемогла в чотирьох матчах і навіть змогла відстояти нульову нічию в домашньому матчі проти збірної Німеччини. Перед останнім туром Ісландія посідала друге місце у своїй групі, випереджаючи Шотландію на два очки. Однак Німеччина і Шотландія мали тоді одну гру в запасі і скористалися своїм шансом: Шотландія перемогла Литву, а Німеччина — Ісландію, через що Німеччина посіла перше місце, а Шотландія потрапила до плей-оф, набравши на одне очко більше за ісландців.
Однак наступні кваліфікаційні кампанії стали набагато гіршими для Ісландії, яка опинялась на останніх місцях у своїх відповідних групах. У відборі на чемпіонат світу 2006 року ісландці зазнали болючих поразок 0:4 від Хорватії та 1:4 проти Швеції, посівши передостаннє місце, а під час кваліфікації до Євро-2008, де, попри дві несподівані перемоги над Північною Ірландією (3:0 на виїзді, 2:1 вдома) і героїчний опір як вдома, так і на виїзді проти іспанців, майбутніх переможців турніру (нічия вдома 1:1 після ведення в рахунку і мінімальна поразка на виїзді 0:1), ісландці зазнали кількох несподіваних поразок, серед яких дві від Латвії (0:4 на виїзді, 2:4 вдома), і одна від Ліхтенштейну (0:3 на виїзді після нічиєї 1:1 вдома). В результати острів'яни знову стали лише передостанніми.

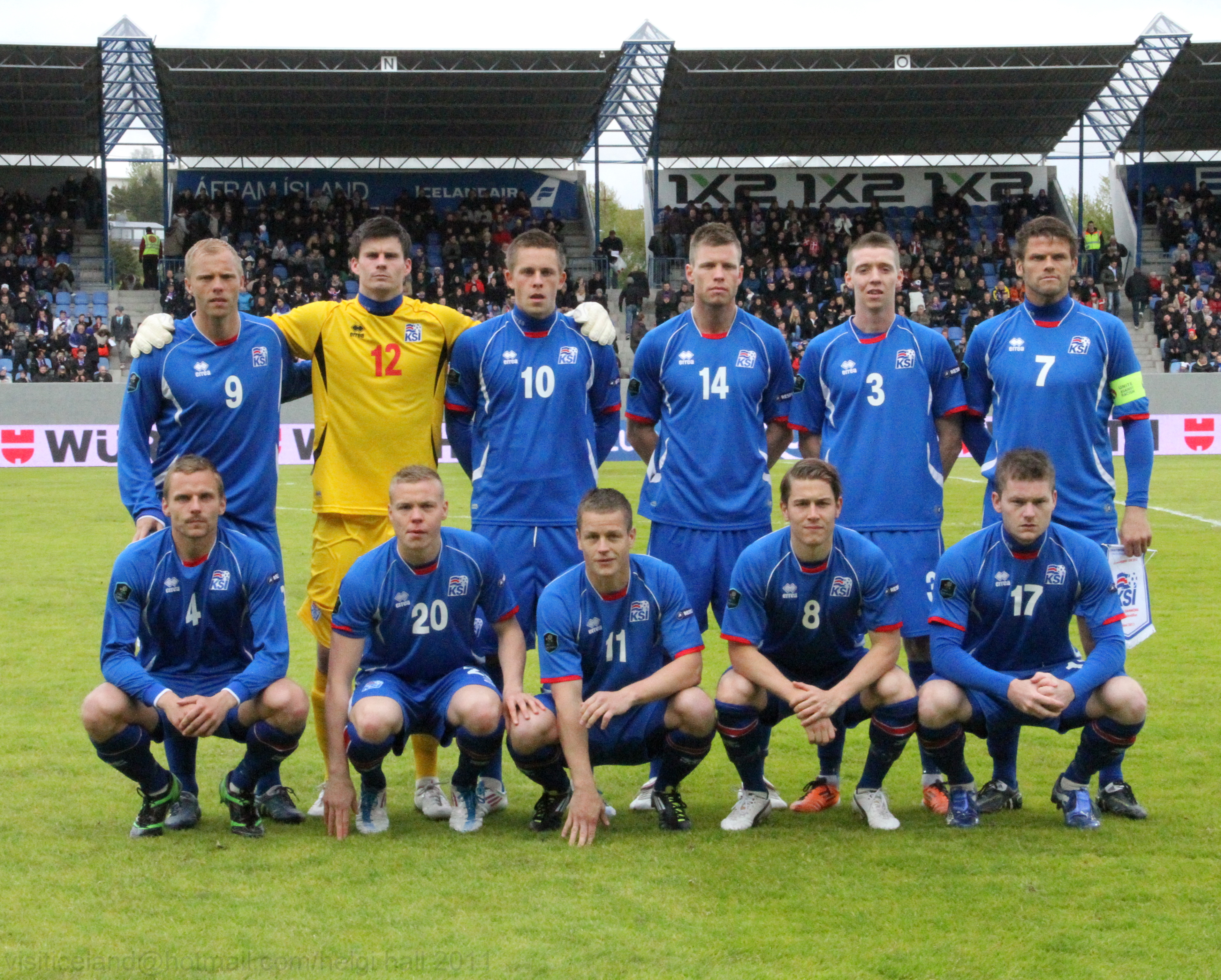
Збірна Ісландії у 2011 році.

Причини невдачі національної команди були пов'язані з відсутністю професіоналів на острові — в Ісландії футбол досі залишався аматорським. Крім того, ворожий клімат, де зима триває 8 місяців, не сприяв розвитку спорту. У країні було лише два синтетичних поля, що змушувало футболістів тренуватися на гравійній або сніжній підстилці. У 2000-х роках ісландський футбол пережив справжню революцію. Економічний бум дозволив владі створити важливі структури з критими полями із синтетичним покриттям, що призвело до можливості грати у футбол протягом всього року, не зважаючи на погодні умови. Ці нові структури також стимулювали молодь звернути увагу на спорт і навіть викликали зниження споживання алкоголю та тютюну серед підлітків.
Ця революція у спортивній інфраструктурі країни супроводжувалась поліпшенням системи навчання. Незважаючи на обмежений бюджет, основний акцент робився на підготовці тренерів. Ці події призвели до професіоналізації ісландських гравців, які все більше вирушали грати у професіональні чемпіонати, такі як в Норвегії, Швеції, навіть в Англії. Прихід Ларса Лагербека на посаду головного тренера у 2011 році також сприяв відродженню ісландського футболу. Він допоміг поліпшити стиль гри та тренувань.
Поступово результати ісландської збірної покращувалися, й у відборі на Чемпіонат світу 2014 ісландці зупинилися за крок до виходу на свій перший великий міжнародний турнір, дійшовши до стадії плей-оф, після того, як посіли 2-е місце у своїй відбірковій групі після Швейцарії. 15 листопада 2013 року, на своєму полі Ісландія зіграла внічию (0:0) проти збірної Хорватії, але у матчі-відповіді в гостях ісландці програли з рахунком 0:2 і не потрапили на чемпіонат світу в Бразилії.

### Дебютний вихід на чемпіонати світу та Європи (2014—2018)

#### Євро-2016

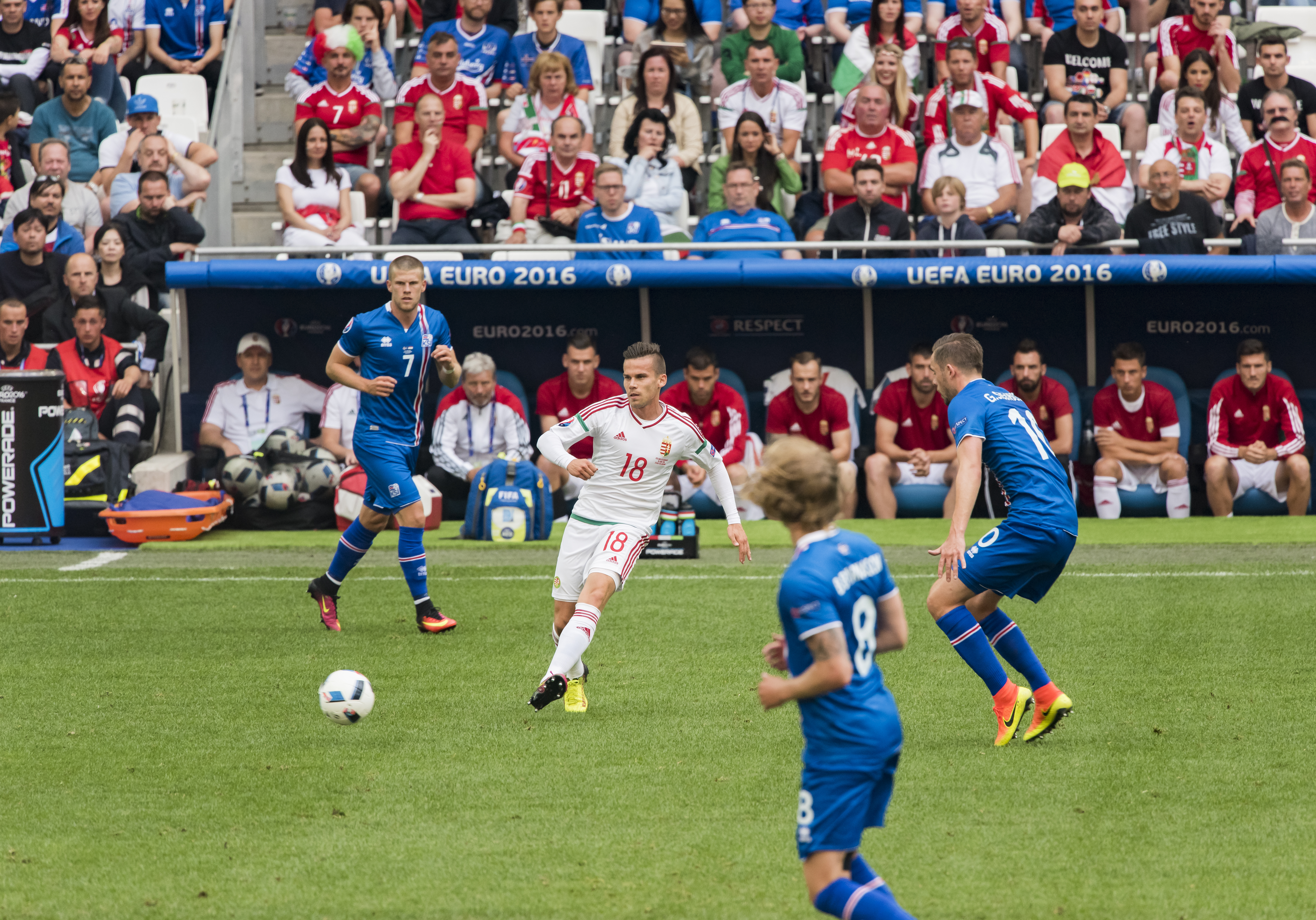
Матч проти Угорщини на Євро-2016.

Втім чекати історичного дебюту своїх гравців у фінальних частинах футбольних чемпіонатів вболівальникам збірної Ісландії лишалося недовго — вже 2015 року очолювана шведським спеціалістом Ларсом Лагербеком команда посіла друге місце у своїй групі відбору на Євро-2016, чим забезпечила собі вихід до фінальної частини цього турніру. При цьому скандинави до останнього туру взагалі очолювали турнірну таблицю групи і опустилися на другий рядок, лише програвши в останньому турі збірній Туреччини, яка втім змушена була задовільнитися третім місцем. По ходу турніру ісландці стали авторами низки сенсаційних результатів, зокрема двічі обіграли півфіналістів попереднього мундіалю збірну Нідерландів, яка в результаті неочікувано опинилася за бортом чемпіонату Європи уперше з 1984 року. Під час кваліфікації вони досягли найвищого на той момент місця у світовому рейтингу ФІФА — 23-го.
У своїй першій грі на чемпіонаті Європи 2016 року Ісландія, склад якої повністю складався з гравців із іноземних чемпіонатів, зуміла уникнути поразки в матчі з португальцями. Автором першого гола збірної на чемпіонатах Європи став Біркір Б'яднасон. У другому матчі ісландці зіграли внічию з угорцями (1:1), а в третьому матчі обіграли австрійців (2:1), завдяки голам Йоуна Даді Бодварссона і Арноура Трейстасона. Ісландці вийшли з групи з другого місця і в 1/8 фіналу сенсаційно обіграли англійців (2:1). Найкращим гравцем цього матчу був визнаний автор першого м'яча у ворота англійців захисник Рагнар Сігурдссон. 3 липня ісландці в чвертьфіналі зіграли з господарями чемпіонату — французами, і поступилися з рахунком 2:5, програвши перший тайм з рахунком 0:4. Незважаючи на таку поразку Ісландія стала одним із сюрпризів турніру, і гравців зустріли вдома як героїв.

#### Чемпіонат світу 2018
Після Євро Ларс Лагербек залишив свою посаду тренера, і команду очолив його помічник Геймір Гадльгрімссон. Наступною метою Ісландії було вперше потрапити на чемпіонат світу. Ісландія підтвердила свою репутацію домашньої команди, вигравши всі п'ять домашніх ігор у відборі на чемпіонат світу 2018 року, в тому числі проти міцних Туреччини, Хорватії та України. Після восьми ігор Ісландія мала однакову кількість очок з Хорватією і на два очки випереджаючи Туреччину та Україну. У передостанньому турі Ісландія перемогла з рахунком 3:0 турків, а нічия між Хорватією та Фінляндією дозволила Ісландії відірватись на два очки. Перемоги над останньою командою Косово з рахунком 2:0 було достатньо для кваліфікації на чемпіонат світу 2018 року з першого місця у групі. Таким чином ісландці встановили рекорд, оскільки стали найменшою країною (335 000 жителів), яка потрапила на цей турнір, раніше рекорд належав Тринідаду і Тобаго.

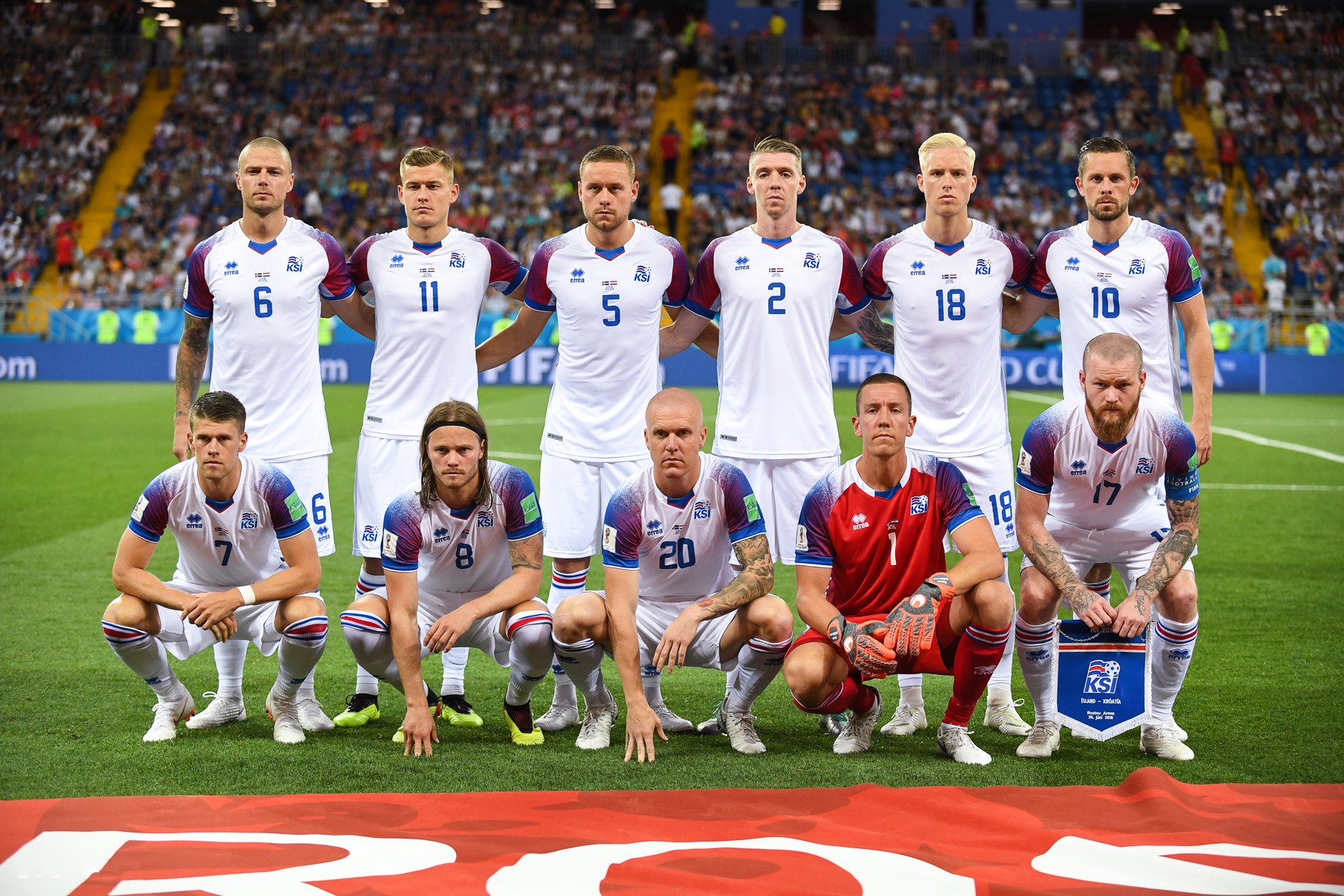
Збірна Ісландії на ЧС-2018 перед грою проти Хорватії.

Ісландія потрапила до групи з Хорватією, Аргентиною та Нігерією, яку багато хто вважав «групою смерті». Незважаючи на складну групу, кілька вебсайтів припускали, що Ісландія може вийти з групи, спираючись на їх вражаючу гру на Євро-2016. Ці думки лише посилились після дебютного матчу проти чинного віцечемпіона світу, збірної Аргентини, проти якого Ісландія зуміла зіграти внічию 1:1. Дебютний гол команди на чемпіонатах світу забив Альвред Фіннбогасон, швидко відповівши на гол від Серхіо Агуеро. Незважаючи на цей перший подвиг, Ісландія зазнала несподіваної поразки від Нігерії (0:2) у другому турі, не реалізувавши кілька чудових моментів у першому таймі, а підсумував гру нереалізований пенальті від Гільві Сігюрдссона в самому кінці матчу. Тепер для проходу далі Ісландії потрібна була лише перемога над хорватами, які вже достроково вийшли у плей-оф. Цього разу Сігюрдссон реалізував пенальті, забивши другий гол в історії країни на чемпіонатах світу, але його команда поступилась 1:2 і посіла лише останнє місце у групі. Тренер збірної Гадльгрімссон подав у відставку після турніру, а його наступником став Ерік Гамрен, швед, який раніше керував збірною своєї країни в період 2009—2016 років.

### Наш час
Після чемпіонату світу Ісландія дебютувала у новоствореному турнірі, Лізі Націй, де вона потрапила до Ліги А, найвищого дивізіону, разом з Швейцарією та Бельгією. Але острів'яни провалили цей турнір, зазнавши 4 поразок у 4 матчах, зокрема, велику поразку відразу у першому матчі у Швейцарії (0:6). Багато матчів Ісландії були позначені відсутностями деяких ключових гравців, часто через травми, а ісландська оборона, яка часто була непробивною на попередніх важливих матчах, почала мати все більше труднощів заміняти своїх лідерів на нове покоління молодших захисників. Ісландці мали вилетіти з вищого дивізіону, але внаслідок зміни правил від УЄФА залишилась у Лізі А на сезон 2020/21, але і цього разу не змогла уникнути вильоту до Ліги Б, оскільки у групі з Бельгією, Данією та Англією, зазнали поразок у всіх шести матчах.
У відборі на Євро-2020 ісландці потрапили до групи разом із чемпіонами світу з Франції, а також Туреччиною, Албанією, Андоррою та Молдовою. У відборі вони програли три матчі, включаючи досить очікувані обидва протистояння з Францією (4:0 на «Стад-де-Франс» та 1:0 вдома через пенальті після години гри у напруженому матчі). Крім того вони зазнали поразки на виїзді від Албанії 2:4. Однак вони до останнього боролись за другу путівку проти Туреччини, здобувши 4 очки з 6 можливих проти цієї команди, ставши єдиною командою, яка змогла перемогти турків у цьому відбірковому циклі. Втім цього не вистачило і ісландці посіли третє місце та потрапили в плей-оф. У першому раунді проти Румунії ісландцям вдалося перемогти 2:1 завдяки дублю Гільві Сігюрдссона, після чого для виходу на Євро їм треба було у гостях обіграти Угорщину, яка показала себе добре у групі відбору, перемігши віцечемпіона світу Хорватію (2:1) та Уельс (1:0). 12 листопада 2020 року у цьому матчі Ісландія ледь не забезпечила собі кваліфікацію на Євро-2020, вівши з рахунком 1:0 протягом більшої частини матчу завдяки прямому штрафному удару все того ж Сігюрдссона на 11 хвилині. Однак Угорщина забила два голи менш ніж за п'ять хвилин до кінця матчу — перший на 88-й хвилині, а другий на другій хвилині доданого часу, тим самим не дозволивши Ісландії вийти на турнір. Після цього тренер Ерік Гамрен подав у відставку
Ісландія також невдало розпочала відбір на чемпіонат світу 2022 року, зазнавши двох поразок на початку турніру, у гостях проти Німеччини (0:3) та Вірменії (0:2). Підготовка до вересневих ігор, де Ісландія мала перевагу зіграти всі три гри вдома після кількох виїзних ігор і зіграла кілька вдалих товариських матчів у червні, була зірвана позаспортивними справами, пов'язаними з Колбейнном Сігторссоном і Гільві Сігюрдссоном, звинуваченими в сексуальних злочинах. Ці випадки призвели до відставки кількох вищих посадових осіб Ісландської футбольної асоціації, включаючи її президента, а гравці, які були одними із лідерів команди, були виключені зі збірної. Після цих подій Ісландія програла Румунії (0:2), зіграла внічию проти Північної Македонії (2:2) і зазнала важкої поразки від Німеччини (0:4), опинившись на передостанньому місці за чотири тури до кінця. У двох жовтневих іграх Ісландія зіграла внічию проти Вірменії (1:1) і перемогла Ліхтенштейн (4:0) і надалі мали обов'язково виграти свої два останні матчі і сподіватися на невдачі своїх прямих конкурентів, щоб завершити 2-місце в групі. Втім вже у першому з цих матчів на виїзді проти Румунії вони зіграли внічию 0:0 і достроково втратили шанси на вихід на другий для себе «мундіаль». Ця серія низьких результатів пояснюється декількома факторами, як спортивними, так і позаспортивними: пізнє оновлення поколінь, процес, який частково перешкоджає обмеженій кількості футболістів через демографічну ситуацію в Ісландії; сумнівність тактичних виборів нового тренера, що призвело до відсутності автоматизму у нових гравців, які не звикли грати разом, та відсутності справжнього основного складу; і скандали із сексуальним насильством, які фактично відсторонили деяких із найкращих гравців команди.
Відбір на Євро-2024 також почався невдало для Ісландії — з поразки в Боснії (0:3), але потім ісландці здобули свою найбільшу офіційну перемогу в історії, обігравши Ліхтенштейну 7:0. Після цього головний тренер ісландської збірної Арнар Відарссон був звільнений і замінений норвезьким фахівцем Оге Гарейде. Втім команда і під керівництвом нового тренера не змогла покращити результат, здобувши до кінця відборі лише дві перемоги, проти Аутсайдерів групи боснійців і ліхтенштейнців, посівши підсумкове 4 місце у групі. Втім завдяки хорошим результатам у Лізі націй, де ісландці посіли друге місце у групі, вони отримали право зіграти у плей-оф кваліфікації. Там у першому матчі острів'яни розтрощили в гостях Ізраїль 4:1 — ізраїльтяни зуміли вийти вперед на 31-й хвилині завдяки голу Ерана Захаві з пенальті, проте втримати перевагу не вдалось і Альберт Гудмундссон оформив хет-трик, а ще один м'яч на рахунку Арнора Траустасона. В результаті у вирішальному матчі за путівка ну Євро ісландці зустрілись проти України. Там Ісландія вийшла вперед на 30-й хвилині зустрічі завдяки точному удару Гудмундссона з межі карного майданчика, але у другому таймі українці забили двічі і залишили Ісландію за бортом змагання.

## Статистика

### Чемпіонати світу
| Фінальний етап | Фінальний етап      | Фінальний етап      | Фінальний етап      | Фінальний етап      | Фінальний етап      | Фінальний етап      | Фінальний етап      | Фінальний етап      | Фінальний етап      |                     | Кваліфікація        | Кваліфікація        | Кваліфікація        | Кваліфікація        | Кваліфікація        | Кваліфікація |
| Рік            | Раунд               | Місце               | І                   | В                   | Н                   | П                   | ГЗ                  | ГП                  | Склад               | І                   | В                   | Н                   | П                   | ГЗ                  | ГП                  |              |
| -------------- | ------------------- | ------------------- | ------------------- | ------------------- | ------------------- | ------------------- | ------------------- | ------------------- | ------------------- | ------------------- | ------------------- | ------------------- | ------------------- | ------------------- | ------------------- | ------------ |
| 1930 — 1950    | Не були членом ФІФА | Не були членом ФІФА | Не були членом ФІФА | Не були членом ФІФА | Не були членом ФІФА | Не були членом ФІФА | Не були членом ФІФА | Не були членом ФІФА | Не були членом ФІФА | Не були членом ФІФА | Не були членом ФІФА | Не були членом ФІФА | Не були членом ФІФА | Не були членом ФІФА | Не були членом ФІФА |              |
| 1954           | Не були допущені    | Не були допущені    | Не були допущені    | Не були допущені    | Не були допущені    | Не були допущені    | Не були допущені    | Не були допущені    | Не були допущені    | Не були допущені    | Не були допущені    | Не були допущені    | Не були допущені    | Не були допущені    | Не були допущені    |              |
| 1958           | Не кваліфікувались  | Не кваліфікувались  | Не кваліфікувались  | Не кваліфікувались  | Не кваліфікувались  | Не кваліфікувались  | Не кваліфікувались  | Не кваліфікувались  | Не кваліфікувались  | 4                   | 0                   | 0                   | 4                   | 6                   | 26                  |              |
| 1962           | Не брали участь     | Не брали участь     | Не брали участь     | Не брали участь     | Не брали участь     | Не брали участь     | Не брали участь     | Не брали участь     | Не брали участь     | Не брали участь     | Не брали участь     | Не брали участь     | Не брали участь     | Не брали участь     | Не брали участь     |              |
| 1966           | Не брали участь     | Не брали участь     | Не брали участь     | Не брали участь     | Не брали участь     | Не брали участь     | Не брали участь     | Не брали участь     | Не брали участь     | Не брали участь     | Не брали участь     | Не брали участь     | Не брали участь     | Не брали участь     | Не брали участь     |              |
| 1970           | Не брали участь     | Не брали участь     | Не брали участь     | Не брали участь     | Не брали участь     | Не брали участь     | Не брали участь     | Не брали участь     | Не брали участь     | Не брали участь     | Не брали участь     | Не брали участь     | Не брали участь     | Не брали участь     | Не брали участь     |              |
| 1974           | Не брали участь     | Не брали участь     | Не брали участь     | Не брали участь     | Не брали участь     | Не брали участь     | Не брали участь     | Не брали участь     | Не брали участь     | 6                   | 0                   | 0                   | 6                   | 2                   | 29                  |              |
| 1978           | Не брали участь     | Не брали участь     | Не брали участь     | Не брали участь     | Не брали участь     | Не брали участь     | Не брали участь     | Не брали участь     | Не брали участь     | 6                   | 1                   | 0                   | 5                   | 2                   | 12                  |              |
| 1982           | Не брали участь     | Не брали участь     | Не брали участь     | Не брали участь     | Не брали участь     | Не брали участь     | Не брали участь     | Не брали участь     | Не брали участь     | 8                   | 2                   | 2                   | 4                   | 10                  | 21                  |              |
| 1986           | Не брали участь     | Не брали участь     | Не брали участь     | Не брали участь     | Не брали участь     | Не брали участь     | Не брали участь     | Не брали участь     | Не брали участь     | 6                   | 1                   | 0                   | 5                   | 4                   | 10                  |              |
| 1990           | Не брали участь     | Не брали участь     | Не брали участь     | Не брали участь     | Не брали участь     | Не брали участь     | Не брали участь     | Не брали участь     | Не брали участь     | 8                   | 1                   | 4                   | 3                   | 6                   | 11                  |              |
| 1994           | Не брали участь     | Не брали участь     | Не брали участь     | Не брали участь     | Не брали участь     | Не брали участь     | Не брали участь     | Не брали участь     | Не брали участь     | 8                   | 3                   | 2                   | 3                   | 7                   | 6                   |              |
| 1998           | Не брали участь     | Не брали участь     | Не брали участь     | Не брали участь     | Не брали участь     | Не брали участь     | Не брали участь     | Не брали участь     | Не брали участь     | 10                  | 2                   | 3                   | 5                   | 11                  | 16                  |              |
| 2002           | Не брали участь     | Не брали участь     | Не брали участь     | Не брали участь     | Не брали участь     | Не брали участь     | Не брали участь     | Не брали участь     | Не брали участь     | 10                  | 4                   | 1                   | 5                   | 14                  | 20                  |              |
| 2006           | Не брали участь     | Не брали участь     | Не брали участь     | Не брали участь     | Не брали участь     | Не брали участь     | Не брали участь     | Не брали участь     | Не брали участь     | 10                  | 1                   | 1                   | 8                   | 14                  | 27                  |              |
| 2010           | Не брали участь     | Не брали участь     | Не брали участь     | Не брали участь     | Не брали участь     | Не брали участь     | Не брали участь     | Не брали участь     | Не брали участь     | 8                   | 1                   | 2                   | 5                   | 7                   | 13                  |              |
| 2014           | Не брали участь     | Не брали участь     | Не брали участь     | Не брали участь     | Не брали участь     | Не брали участь     | Не брали участь     | Не брали участь     | Не брали участь     | 12                  | 5                   | 3                   | 4                   | 17                  | 17                  |              |
| 2018           | Груповий етап       | 28                  | 3                   | 0                   | 1                   | 2                   | 2                   | 5                   | Склад               | 10                  | 7                   | 1                   | 2                   | 16                  | 7                   |              |
| 2022           | Не кваліфікувались  | Не кваліфікувались  | Не кваліфікувались  | Не кваліфікувались  | Не кваліфікувались  | Не кваліфікувались  | Не кваліфікувались  | Не кваліфікувались  | Не кваліфікувались  | 10                  | 2                   | 3                   | 5                   | 12                  | 18                  |              |
| 2026           | В процесі           | В процесі           | В процесі           | В процесі           | В процесі           | В процесі           | В процесі           | В процесі           | В процесі           | В процесі           | В процесі           | В процесі           | В процесі           | В процесі           | В процесі           |              |
| 2030           | В процесі           | В процесі           | В процесі           | В процесі           | В процесі           | В процесі           | В процесі           | В процесі           | В процесі           | В процесі           | В процесі           | В процесі           | В процесі           | В процесі           | В процесі           |              |
| 2034           | В процесі           | В процесі           | В процесі           | В процесі           | В процесі           | В процесі           | В процесі           | В процесі           | В процесі           | В процесі           | В процесі           | В процесі           | В процесі           | В процесі           | В процесі           |              |
| Всього         | Груповий етап       | 1/18                | 3                   | 0                   | 1                   | 2                   | 2                   | 5                   | —                   | 116                 | 30                  | 22                  | 64                  | 128                 | 233                 |              |

| Матчі у фінальній стадії | Матчі у фінальній стадії | Матчі у фінальній стадії | Матчі у фінальній стадії | Матчі у фінальній стадії | Матчі у фінальній стадії | Матчі у фінальній стадії |
| Рік                      | Раунд                    | Суперник                 | Рахунок                  | Дата                     | Місце                    |                          |
| ------------------------ | ------------------------ | ------------------------ | ------------------------ | ------------------------ | ------------------------ | ------------------------ |
| 2018                     | Група D                  | Аргентина                | 1–1                      | 16 червня 2018           | Москва, Росія            |                          |
| 2018                     | Група D                  | Нігерія                  | 2–0                      | 22 червня 2018           | Волгоград, Росія         |                          |
| 2018                     | Група D                  | Хорватія                 | 1–2                      | 26 червня 2018           | Ростов-на-Дону, Росія    |                          |

### Чемпіонати Європи
| Фінальний етап | Фінальний етап     | Фінальний етап     | Фінальний етап     | Фінальний етап     | Фінальний етап     | Фінальний етап     | Фінальний етап     | Фінальний етап     | Фінальний етап     |                 | Кваліфікація    | Кваліфікація    | Кваліфікація    | Кваліфікація    | Кваліфікація    | Кваліфікація |
| Рік            | Раунд              | Місце              | І                  | В                  | Н                  | П                  | ГЗ                 | ГП                 | Склад              | І               | В               | Н               | П               | ГЗ              | ГП              |              |
| -------------- | ------------------ | ------------------ | ------------------ | ------------------ | ------------------ | ------------------ | ------------------ | ------------------ | ------------------ | --------------- | --------------- | --------------- | --------------- | --------------- | --------------- | ------------ |
| 1960           | Не брали участь    | Не брали участь    | Не брали участь    | Не брали участь    | Не брали участь    | Не брали участь    | Не брали участь    | Не брали участь    | Не брали участь    | Не брали участь | Не брали участь | Не брали участь | Не брали участь | Не брали участь | Не брали участь |              |
| 1964           | Не кваліфікувались | Не кваліфікувались | Не кваліфікувались | Не кваліфікувались | Не кваліфікувались | Не кваліфікувались | Не кваліфікувались | Не кваліфікувались | Не кваліфікувались | 2               | 0               | 1               | 1               | 3               | 5               |              |
| 1968           | Не брали участь    | Не брали участь    | Не брали участь    | Не брали участь    | Не брали участь    | Не брали участь    | Не брали участь    | Не брали участь    | Не брали участь    | Не брали участь | Не брали участь | Не брали участь | Не брали участь | Не брали участь | Не брали участь |              |
| 1972           | Не брали участь    | Не брали участь    | Не брали участь    | Не брали участь    | Не брали участь    | Не брали участь    | Не брали участь    | Не брали участь    | Не брали участь    | Не брали участь | Не брали участь | Не брали участь | Не брали участь | Не брали участь | Не брали участь |              |
| 1976           | Не кваліфікувались | Не кваліфікувались | Не кваліфікувались | Не кваліфікувались | Не кваліфікувались | Не кваліфікувались | Не кваліфікувались | Не кваліфікувались | Не кваліфікувались | 6               | 1               | 2               | 3               | 3               | 8               |              |
| 1980           | Не кваліфікувались | Не кваліфікувались | Не кваліфікувались | Не кваліфікувались | Не кваліфікувались | Не кваліфікувались | Не кваліфікувались | Не кваліфікувались | Не кваліфікувались | 8               | 0               | 0               | 8               | 2               | 21              |              |
| 1984           | Не кваліфікувались | Не кваліфікувались | Не кваліфікувались | Не кваліфікувались | Не кваліфікувались | Не кваліфікувались | Не кваліфікувались | Не кваліфікувались | Не кваліфікувались | 8               | 1               | 1               | 6               | 3               | 13              |              |
| 1988           | Не кваліфікувались | Не кваліфікувались | Не кваліфікувались | Не кваліфікувались | Не кваліфікувались | Не кваліфікувались | Не кваліфікувались | Не кваліфікувались | Не кваліфікувались | 8               | 2               | 2               | 4               | 4               | 14              |              |
| 1992           | Не кваліфікувались | Не кваліфікувались | Не кваліфікувались | Не кваліфікувались | Не кваліфікувались | Не кваліфікувались | Не кваліфікувались | Не кваліфікувались | Не кваліфікувались | 8               | 2               | 0               | 6               | 7               | 10              |              |
| 1996           | Не кваліфікувались | Не кваліфікувались | Не кваліфікувались | Не кваліфікувались | Не кваліфікувались | Не кваліфікувались | Не кваліфікувались | Не кваліфікувались | Не кваліфікувались | 8               | 1               | 2               | 5               | 3               | 12              |              |
| 2000           | Не кваліфікувались | Не кваліфікувались | Не кваліфікувались | Не кваліфікувались | Не кваліфікувались | Не кваліфікувались | Не кваліфікувались | Не кваліфікувались | Не кваліфікувались | 10              | 4               | 3               | 3               | 12              | 7               |              |
| 2004           | Не кваліфікувались | Не кваліфікувались | Не кваліфікувались | Не кваліфікувались | Не кваліфікувались | Не кваліфікувались | Не кваліфікувались | Не кваліфікувались | Не кваліфікувались | 8               | 4               | 1               | 3               | 11              | 9               |              |
| 2008           | Не кваліфікувались | Не кваліфікувались | Не кваліфікувались | Не кваліфікувались | Не кваліфікувались | Не кваліфікувались | Не кваліфікувались | Не кваліфікувались | Не кваліфікувались | 12              | 2               | 2               | 8               | 10              | 27              |              |
| 2012           | Не кваліфікувались | Не кваліфікувались | Не кваліфікувались | Не кваліфікувались | Не кваліфікувались | Не кваліфікувались | Не кваліфікувались | Не кваліфікувались | Не кваліфікувались | 8               | 1               | 1               | 6               | 6               | 14              |              |
| 2016           | Чвертьфінал        | 8                  | 5                  | 2                  | 2                  | 1                  | 8                  | 9                  | Склад              | 10              | 6               | 2               | 2               | 17              | 6               |              |
| 2020           | Не кваліфікувались | Не кваліфікувались | Не кваліфікувались | Не кваліфікувались | Не кваліфікувались | Не кваліфікувались | Не кваліфікувались | Не кваліфікувались | Не кваліфікувались | 12              | 7               | 1               | 4               | 17              | 14              |              |
| 2024           | Не кваліфікувались | Не кваліфікувались | Не кваліфікувались | Не кваліфікувались | Не кваліфікувались | Не кваліфікувались | Не кваліфікувались | Не кваліфікувались | Не кваліфікувались | 12              | 4               | 1               | 7               | 22              | 19              |              |
| 2028           | В процесі          | В процесі          | В процесі          | В процесі          | В процесі          | В процесі          | В процесі          | В процесі          | В процесі          | В процесі       | В процесі       | В процесі       | В процесі       | В процесі       | В процесі       |              |
| 2032           | В процесі          | В процесі          | В процесі          | В процесі          | В процесі          | В процесі          | В процесі          | В процесі          | В процесі          | В процесі       | В процесі       | В процесі       | В процесі       | В процесі       | В процесі       |              |
| Всього         | Чвертьфінал        | 1/14               | 5                  | 2                  | 2                  | 1                  | 8                  | 9                  | –                  | 110             | 35              | 19              | 66              | 120             | 179             |              |

| Матчі у фінальній стадії | Матчі у фінальній стадії | Матчі у фінальній стадії | Матчі у фінальній стадії | Матчі у фінальній стадії | Матчі у фінальній стадії | Матчі у фінальній стадії |
| Рік                      | Раунд                    | Суперник                 | Рахунок                  | Дата                     | Місце                    |                          |
| ------------------------ | ------------------------ | ------------------------ | ------------------------ | ------------------------ | ------------------------ | ------------------------ |
| 2016                     | Група F                  | Португалія               | 1–1                      | 14 червня 2016           | Сент-Етьєн, Франція      |                          |
| 2016                     | Група F                  | Угорщина                 | 1–1                      | 18 червня 2016           | Марсель, Франція         |                          |
| 2016                     | Група F                  | Австрія                  | 2–1                      | 22 червня 2016           | Париж, Франція           |                          |
| 2016                     | 1/8 фіналу               | Англія                   | 2–1                      | 27 червня 2016           | Ніцца, Франція           |                          |
| 2016                     | Чвертьфінал              | Франція                  | 2–5                      | 3 липня 2016             | Париж, Франція           |                          |

### Ліга націй
| Груповий етап | Груповий етап | Груповий етап | Груповий етап | Груповий етап | Груповий етап | Груповий етап | Груповий етап | Груповий етап | Груповий етап | Груповий етап |
| Сезон         | Дивізіон      | Група         | І             | В             | Н             | П             | ГЗ            | ГП            | +/-           | Місце         |
| ------------- | ------------- | ------------- | ------------- | ------------- | ------------- | ------------- | ------------- | ------------- | ------------- | ------------- |
| 2018–19       | A             | 2             | 4             | 0             | 0             | 4             | 1             | 13            | Same position | 12            |
| 2020–21       | A             | 2             | 6             | 0             | 0             | 6             | 3             | 17            | Fall          | 16            |
| 2022–23       | B             | 2             | 4             | 0             | 4             | 0             | 6             | 6             | Same position | 23            |
| 2024–25       | B             | 4             | В процесі     | В процесі     | В процесі     | В процесі     | В процесі     | В процесі     | В процесі     | В процесі     |
| Всього        | Всього        | Всього        | 14            | 0             | 4             | 10            | 10            | 36            | 12            | 12            |

### Статистика по роках
| Рік  | Матчі | Матчі | Матчі | Матчі | Голи | Голи | Голи | Очок% |
| Рік  | І     | В     | Н     | П     | ГЗ   | ГП   | РГ   | Очок% |
| ---- | ----- | ----- | ----- | ----- | ---- | ---- | ---- | ----- |
| 1946 | 1     | 0     | 0     | 1     | 0    | 3    | –3   | 0.000 |
| 1947 | 1     | 0     | 0     | 1     | 2    | 4    | –2   | 0.000 |
| 1948 | 1     | 1     | 0     | 0     | 2    | 0    | +2   | 2.000 |
| 1949 | 1     | 0     | 0     | 1     | 1    | 5    | –4   | 0.000 |
|      |       |       |       |       |      |      |      |       |
| 1951 | 2     | 1     | 0     | 1     | 5    | 6    | –1   | 1.000 |
|      |       |       |       |       |      |      |      |       |
| 1953 | 3     | 0     | 0     | 3     | 4    | 11   | –7   | 0.000 |
| 1954 | 2     | 1     | 0     | 1     | 3    | 3    | 0    | 1.000 |
| 1955 | 2     | 1     | 0     | 1     | 3    | 6    | –3   | 1.000 |
| 1956 | 2     | 0     | 0     | 2     | 3    | 5    | –2   | 0.000 |
| 1957 | 6     | 0     | 0     | 6     | 8    | 35   | –27  | 0.000 |
| 1958 | 1     | 0     | 0     | 1     | 2    | 3    | –1   | 0.000 |
| 1959 | 4     | 1     | 1     | 2     | 5    | 7    | –2   | 0.750 |
| 1960 | 3     | 0     | 0     | 3     | 1    | 11   | –10  | 0.000 |
| 1961 | 2     | 1     | 0     | 1     | 4    | 4    | 0    | 1.000 |
| 1962 | 3     | 0     | 1     | 2     | 4    | 8    | –4   | 0.333 |
| 1963 | 2     | 0     | 0     | 2     | 0    | 10   | –10  | 0.000 |
| 1964 | 3     | 1     | 0     | 2     | 4    | 6    | –2   | 0.667 |
| 1965 | 2     | 0     | 1     | 1     | 1    | 3    | –2   | 0.500 |
| 1966 | 2     | 0     | 1     | 1     | 3    | 5    | –2   | 0.500 |
| 1967 | 4     | 0     | 1     | 3     | 6    | 23   | –17  | 0.250 |
| 1968 | 2     | 0     | 0     | 2     | 1    | 7    | –6   | 0.000 |
| 1969 | 5     | 1     | 0     | 4     | 8    | 12   | –4   | 0.400 |
| 1970 | 5     | 1     | 2     | 2     | 3    | 3    | 0    | 0.800 |
| 1971 | 5     | 0     | 1     | 4     | 2    | 9    | –7   | 0.200 |
| 1972 | 5     | 1     | 0     | 4     | 6    | 17   | –11  | 0.400 |
| 1973 | 7     | 1     | 0     | 6     | 6    | 22   | –16  | 0.286 |
| 1974 | 5     | 1     | 2     | 2     | 7    | 9    | –2   | 0.800 |
| 1975 | 9     | 2     | 2     | 5     | 11   | 12   | –1   | 0.667 |
| 1976 | 6     | 3     | 0     | 3     | 10   | 5    | +5   | 1.000 |
| 1977 | 6     | 2     | 0     | 4     | 4    | 12   | –8   | 0.667 |
| 1978 | 5     | 0     | 2     | 3     | 1    | 8    | –7   | 0.400 |
| 1979 | 6     | 0     | 0     | 6     | 2    | 16   | –14  | 0.000 |
| 1980 | 9     | 3     | 2     | 4     | 13   | 19   | –6   | 0.889 |
| 1981 | 6     | 2     | 2     | 2     | 9    | 12   | –3   | 1.000 |
| 1982 | 10    | 2     | 3     | 5     | 13   | 12   | +1   | 0.700 |
| 1983 | 6     | 2     | 0     | 4     | 7    | 11   | –4   | 0.667 |
| 1984 | 7     | 3     | 1     | 3     | 5    | 7    | –2   | 1.000 |
| 1985 | 7     | 2     | 2     | 3     | 13   | 6    | +7   | 0.857 |
| 1986 | 8     | 1     | 2     | 5     | 6    | 10   | –4   | 0.500 |
| 1987 | 11    | 4     | 2     | 5     | 10   | 18   | –8   | 0.909 |
| 1988 | 13    | 1     | 2     | 10    | 5    | 23   | –18  | 0.308 |
| 1989 | 6     | 1     | 2     | 3     | 4    | 9    | –5   | 0.667 |
| 1990 | 8     | 4     | 0     | 4     | 14   | 12   | +2   | 1.000 |
| 1991 | 10    | 3     | 2     | 5     | 13   | 10   | +3   | 0.800 |
| 1992 | 8     | 2     | 1     | 5     | 5    | 9    | –4   | 0.625 |
| 1993 | 7     | 2     | 3     | 2     | 7    | 7    | 0    | 1.000 |
| 1994 | 10    | 5     | 0     | 5     | 9    | 13   | –4   | 1.000 |
| 1995 | 7     | 2     | 3     | 2     | 6    | 6    | 0    | 1.000 |
| 1996 | 11    | 4     | 2     | 5     | 14   | 22   | –8   | 0.909 |
| 1997 | 10    | 3     | 2     | 5     | 12   | 13   | –1   | 0.800 |
| 1998 | 8     | 2     | 4     | 2     | 11   | 9    | +2   | 1.000 |
| 1999 | 10    | 6     | 1     | 3     | 15   | 8    | +7   | 1.300 |
| 2000 | 9     | 5     | 1     | 3     | 13   | 10   | +3   | 1.222 |
| 2001 | 11    | 4     | 2     | 5     | 17   | 19   | –2   | 0.909 |
| 2002 | 9     | 2     | 2     | 5     | 8    | 14   | –6   | 0.667 |
| 2003 | 8     | 3     | 2     | 3     | 8    | 10   | –2   | 1.000 |
| 2004 | 9     | 1     | 2     | 6     | 10   | 21   | –11  | 0.444 |
| 2005 | 9     | 2     | 1     | 6     | 16   | 21   | –5   | 0.556 |
| 2006 | 6     | 1     | 1     | 4     | 4    | 10   | –6   | 0.500 |
| 2007 | 9     | 1     | 3     | 5     | 7    | 20   | –13  | 0.556 |
| 2008 | 12    | 5     | 2     | 5     | 13   | 12   | +1   | 1.000 |
| 2009 | 11    | 3     | 3     | 5     | 12   | 13   | –1   | 0.818 |
| 2010 | 9     | 2     | 3     | 4     | 11   | 10   | +1   | 0.778 |
| 2011 | 6     | 1     | 1     | 4     | 4    | 12   | –8   | 0.500 |
| 2012 | 10    | 4     | 0     | 6     | 14   | 15   | –1   | 0.800 |
| 2013 | 10    | 4     | 3     | 3     | 14   | 15   | –1   | 1.100 |
| 2014 | 9     | 4     | 1     | 4     | 13   | 11   | +2   | 1.000 |
| 2015 | 11    | 4     | 4     | 3     | 15   | 14   | +1   | 1.091 |
| 2016 | 17    | 8     | 3     | 6     | 30   | 26   | +5   | 1.118 |
| 2017 | 12    | 7     | 1     | 4     | 15   | 7    | +8   | 1.250 |
| 2018 | 15    | 2     | 4     | 9     | 22   | 34   | -8   | 0.533 |
| 2019 | 12    | 6     | 3     | 3     | 16   | 13   | +3   | 1.250 |
| 2020 | 10    | 3     | 0     | 7     | 8    | 20   | -12  | 0.600 |
| 2021 | 13    | 3     | 4     | 6     | 16   | 22   | -6   | 0.769 |
| 2022 | 14    | 2     | 6     | 4     | 11   | 20   | -9   | 0.714 |
| 2023 | 12    | 3     | 2     | 7     | 19   | 19   | 0    | 0.667 |

### Місце у рейтингах
| Рік          | 1992 | 1993 | 1994 | 1995 | 1996 | 1997 | 1998 | 1999 | 2000 | 2001 | 2002 | 2003 | 2004 | 2005 | 2006 | 2007 | 2008 | 2009 | 2010 | 2011 | 2012 | 2013 | 2014 | 2015 | 2016 | 2017 | 2018 | 2019 | 2020 | 2021 | 2022 | 2023 |
| ------------ | ---- | ---- | ---- | ---- | ---- | ---- | ---- | ---- | ---- | ---- | ---- | ---- | ---- | ---- | ---- | ---- | ---- | ---- | ---- | ---- | ---- | ---- | ---- | ---- | ---- | ---- | ---- | ---- | ---- | ---- | ---- | ---- |
| Рейтинг ФІФА | 46   | 47   | 39   | 50   | 60   | 72   | 64   | 43   | 50   | 52   | 58   | 58   | 93   | 94   | 93   | 90   | 83   | 92   | 112  | 104  | 90   | 49   | 33   | 36   | 21   | 22   | 37   | 39   | 46   | 62   | 63   | 71   |
| Рейтинг УЄФА |      | 25   | 22   | 29   | 29   | 31   | 32   | 28   | 28   | 27   | 31   | 29   | 38   | 39   | 41   | 41   | 37   | 40   | 45   | 43   | 40   | 26   | 21   | 25   | 12   |      |      | 24   | 27   | 31   | 30   | 34   |

## Гравці збірної

### Поточний склад
Заявка збірної на матчі кваліфікаційного плей-оф до Євро-2024 із збірними Ізраїлю та України у березні 2024 року. Статистика вказана станом після завершення тих ігор.
| №  | Поз. | Гравець                    | Дата народження (вік)        | Ігри | Голи | Клуб                    |
| -- | ---- | -------------------------- | ---------------------------- | ---- | ---- | ----------------------- |
| 1  | ВР   | Еліас Олафссон             | 11 березня 2000 (25 років)   | 6    | 0    | «Мафра»                 |
| 12 | ВР   | Хакон Валдімарссон         | 13 жовтня 2001 (23 роки)     | 9    | 0    | «Брентфорд»             |
| 13 | ВР   | Патрик Гуннарссон          | 15 листопада 2000 (24 роки)  | 4    | 0    | «Вікінг»                |
|    |      |                            |                              |      |      |                         |
| 2  | ЗХ   | Альфонс Сампстед           | 6 квітня 1998 (26 років)     | 21   | 0    | «Твенте»                |
| 3  | ЗХ   | Гудмундур Торарінссон      | 15 квітня 1992 (32 роки)     | 15   | 0    | ОФІ                     |
| 4  | ЗХ   | Віктор Палссон             | 30 квітня 1991 (33 роки)     | 44   | 1    | «Ейпен»                 |
| 5  | ЗХ   | Свєррір Інгасон ()         | 5 серпня 1993 (31 рік)       | 49   | 3    | «Мідтьюлланн»           |
| 6  | ЗХ   | Гьйортюр Гєрманнссон       | 8 лютого 1995 (30 років)     | 27   | 1    | «Піза»                  |
| 14 | ЗХ   | Колбейнн Фіннссон          | 25 серпня 1999 (25 років)    | 10   | 0    | «Люнгбю»                |
| 18 | ЗХ   | Даніель Гретарссон         | 2 жовтня 1995 (29 років)     | 17   | 0    | «Сеннер'юск»            |
|    |      |                            |                              |      |      |                         |
| 7  | ПЗ   | Йоганн Берґ Ґудмундссон    | 27 жовтня 1990 (34 роки)     | 91   | 8    | «Бернлі»                |
| 8  | ПЗ   | Мікаель Еллертссон         | 11 березня 2002 (23 роки)    | 15   | 1    | «Венеція»               |
| 16 | ПЗ   | Мікаель Андерсон           | 1 липня 1998 (26 років)      | 26   | 2    | «Орхус»                 |
| 17 | ПЗ   | Гакон Арнар Гаральдссон    | 10 квітня 2003 (21 рік)      | 17   | 3    | «Лілль»                 |
| 19 | ПЗ   | Ісак Бергманн Йоуганнессон | 23 березня 2003 (22 роки)    | 25   | 3    | «Фортуна» (Дюссельдорф) |
| 21 | ПЗ   | Адноур Інгві Трейстасон    | 30 квітня 1993 (31 рік)      | 56   | 6    | «Норрчепінг»            |
| 23 | ПЗ   | Крістіан Глінссон          | 23 січня 2004 (21 рік)       | 1    | 0    | «Аякс»                  |
|    | ПЗ   | Стефан Тейтур Тордарсон    | 16 жовтня 1998 (26 років)    | 19   | 1    | «Сількеборг»            |
|    | ПЗ   | Арноур Сігюрдссон          | 15 травня 1999 (25 років)    | 31   | 2    | «Блекберн Роверз»       |
|    |      |                            |                              |      |      |                         |
| 9  | НП   | Йон Дагур Торстейнссон     | 26 листопада 1998 (26 років) | 35   | 4    | «Ауд-Геверле Левен»     |
| 10 | НП   | Альберт Гудмундссон        | 15 червня 1997 (27 років)    | 37   | 10   | «Дженоа»                |
| 11 | НП   | Альвред Фіннбогасон        | 1 лютого 1989 (36 років)     | 73   | 18   | «Ейпен»                 |
| 15 | НП   | Віллюм Тор Віллюмссон      | 23 жовтня 1998 (26 років)    | 9    | 0    | «Гоу Егед Іглз»         |
| 20 | НП   | Оррі Оскарссон             | 29 серпня 2004 (20 років)    | 8    | 2    | «Копенгаген»            |
| 22 | НП   | Андрі Гудйонсен            | 29 січня 2002 (23 роки)      | 22   | 6    | «Люнгбю»                |

### Рекордсмени

#### Найбільша кількість виступів за збірну
Десять гравців з найбільшою кількістю виступів за збірну, станом на 26 березня 2024 р.:
| #  | Ім'я                    | Матчів | Голів | Роки        |
| -- | ----------------------- | ------ | ----- | ----------- |
| 1  | Біркір Б'яднасон        | 113    | 15    | 2010–донині |
| 2  | Рунар Крістінссон       | 104    | 3     | 1987–2004   |
| 2  | Арон Гюннарссон         | 104    | 5     | 2008–донині |
| 4  | Біркір Маур Сайварссон  | 103    | 3     | 2007–2021   |
| 5  | Йоганн Берґ Ґудмундссон | 99     | 8     | 2007–донині |
| 6  | Рагнар Сігурдссон       | 97     | 5     | 2008–2020   |
| 7  | Каурі Ауднасон          | 90     | 6     | 2005–2021   |
| 8  | Германн Грейдарссон     | 89     | 5     | 1996–2011   |
| 9  | Ейдур Ґудьйонсен        | 88     | 26    | 1996–2016   |
| 10 | Арі Фрейр Скуласон      | 83     | 0     | 2009–2021   |

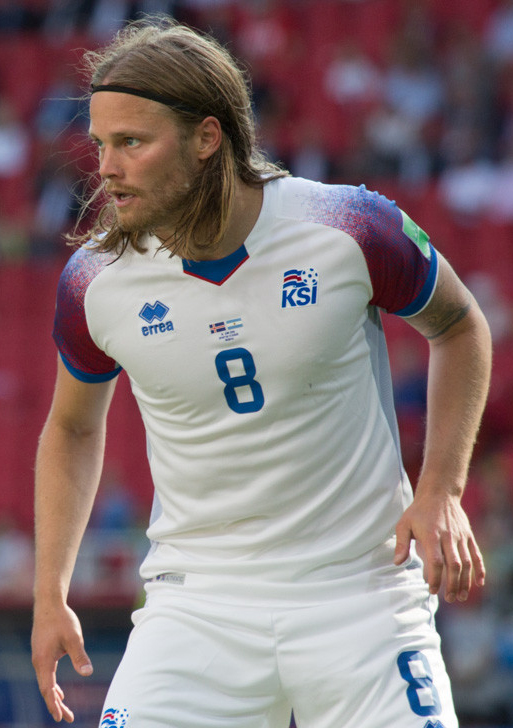
Біркір Б'яднасон — рекордсмен збірної за кількістю проведених матчів.

Жирним виділено гравця, який ще не закінчив активну ігрову кар'єру, грає за збірну чи може бути до неї викликаний.

#### Найкращі бомбардири
Десять найкращих бомбардирів збірної Ісландії станом на 26 березня 2024 р.:
| #  | Ім'я                | Голи | Матчі | %    | Роки        |
| -- | ------------------- | ---- | ----- | ---- | ----------- |
| 1  | Гільві Сігюрдссон   | 27   | 80    | 0.34 | 2010–донині |
| 2  | Колбейнн Сігторссон | 26   | 64    | 0.41 | 2010–2021   |
| 2  | Ейдур Ґудьйонсен    | 26   | 88    | 0.3  | 1996–2016   |
| 4  | Альвред Фіннбогасон | 18   | 73    | 0.25 | 2010–донині |
| 5  | Рікхардур Йонссон   | 17   | 33    | 0.52 | 1947–1965   |
| 6  | Біркір Б'яднасон    | 15   | 113   | 0.13 | 2010–донині |
| 7  | Рікхардур Дадасон   | 14   | 44    | 0.32 | 1991–2004   |
| 7  | Арнор Гудйонсен     | 14   | 73    | 0.19 | 1979–1997   |
| 9  | Тордур Гудйонссон   | 13   | 58    | 0.22 | 1993–2004   |
| 10 | Триггві Гудмундссон | 12   | 42    | 0.29 | 1997–2008   |
| 10 | Гейдар Гельгусон    | 12   | 55    | 0.22 | 1999–2011   |

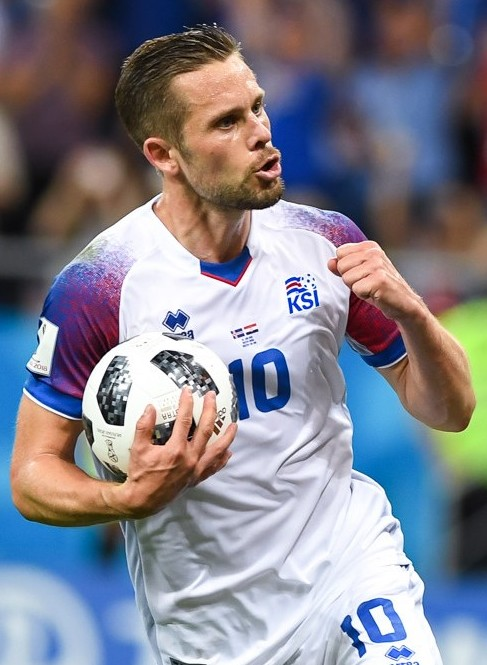
Гільві Сігюрдссон — найкращий бомбардир збірної усіх часів.

Жирним шрифтом позначені гравці, які ще не закінчили активну ігрову кар'єру, грають за збірну або можуть бути до неї викликані.

## Тренери
Перші чотири тренери (1946—1949) готували команду лише до єдиного матчу.
| Роки      | Тренер             | Тренер                       |
| --------- | ------------------ | ---------------------------- |
| 1946      | Англія · Шотландія | Фредерік Стіл Мердо Макдугал |
| 1947      | Швеція             | Роланд Бергстрем             |
| 1948      | Шотландія          | Джо Дівайн                   |
| 1949      | Німеччина          | Фріц Бухло                   |
| 1951      | Ісландія           | Олі Б. Йонссон               |
| 1953      | Австрія            | Франц Келер                  |
| 1954-1956 | Ісландія           | Карл Гудмундссон             |
| 1957      | Шотландія          | Алекс Вейр                   |
| 1958      | Ісландія           | Олі Б. Йонссон               |
| 1959      | Ісландія           | Карл Гудмундссон             |
| 1960      | Ісландія           | Олі Б. Йонссон               |
| 1961      | Ісландія           | Карл Гудмундссон             |
| 1962      | Ісландія           | Рікхардур Йонссон            |
| 1963-1966 | Ісландія           | Карл Гудмундссон             |
| 1967      | Ісландія           | Рейнір Карлссон              |
| 1968      | Австрія            | Вальтер Пфайфер              |
| 1969-1971 | Ісландія           | Рікхардур Йонссон            |
| 1972      | Шотландія          | Данкан Макдауел              |
| 1972      | Ісландія           | Еггерт Йоганнессон           |
| 1973      | Данія              | Геннінг Еноксен              |
| 1974-1977 | Англія             | Тоні Кнапп                   |

| Роки      | Тренер              | Тренер                             |
| --------- | ------------------- | ---------------------------------- |
| 1978-1979 | СРСР                | Юрій Іллічов                       |
| 1980-1981 | Ісландія            | Гудні Кьяртанссон                  |
| 1982-1983 | Ісландія            | Йоганнес Атласон                   |
| 1984-1985 | Англія              | Тоні Кнепп                         |
| 1986-1989 | Німеччина           | Зігфрід Гельд                      |
| 1989      | Ісландія            | Гудні К'яртанссон                  |
| 1990-1991 | Швеція              | Бу Йоханссон                       |
| 1991-1995 | Ісландія            | Асгейр Еліасон                     |
| 1996-1997 | Ісландія            | Логі Олафссон                      |
| 1997-1999 | Ісландія            | Гудйон Тордарссон                  |
| 2000-2003 | Ісландія            | Атлі Едвальдссон                   |
| 2003-2005 | Ісландія · Ісландія | Асгейр Сігюрдвінссон Логі Олафссон |
| 2006-2007 | Ісландія            | Ейолфюр Сверіссон                  |
| 2007-2011 | Ісландія            | Олафур Йоганнессон                 |
| 2011-2013 | Швеція              | Ларс Лагербек                      |
| 2013-2016 | Швеція · Ісландія   | Ларс Лагербек Геймір Гадльгрімссон |
| 2016-2018 | Ісландія            | Геймір Гадльгрімссон               |
| 2018-2020 | Швеція              | Ерік Гамрен                        |
| 2020-2023 | Ісландія            | Арнар Відарссон                    |
| 2023-     | Норвегія            | Оге Гарейде                        |

## Форма

Комплекти форми збірної у 2007 році.

### Домашня
| 2010—2011 | 2014 | 2016—2017 | 2017—2018 | 2018—2020 | 2020—2022 | 2022— |

### Гостьова
| 2010—2011 | 2014 | 2016—2017 | 2017—2018 | 2018—2020 | 2020—2022 | 2022— |

### Воротарська
| 2016 (перша) | 2016 (друга) | 2016 (третя) | 2018 |

### Постачальник
| Період | Постачальник |
| ------ | ------------ |
| Umbro  | 1975         |
| Adidas | 1976–1991    |
| ABM    | 1992–1996    |
| Reusch | 1996–2001    |
| Erreà  | 2002–2020    |
| Puma   | 2020–        |